# Итальянско-молдавские отношения
Итальянско-молдавские отношения — двусторонние дипломатические отношения между Италией и Молдовой.
Государства являются членами Всемирной торговой организации, Организации по безопасности и сотрудничеству в Европе, Совета Европы и Организации Объединённых Наций.

## История
В 1992 году Италия была одной из первых стран, признавших Молдову.
В 2014 году министр иностранных дел Италии поддержал прозападный выбор Молдовы.
В сентябре 2023 года государства повысили уровень двусторонних отношений до стратегического партнёрства, а также Италия поддержала заявку Молдовы на вступление в Европейский союз.
В июне 2024 года президент Италии Серджо Маттарелла осуществил официальный визит в Кишинёв, где публично поддержал стремление Молдовы присоединиться к Европейскому союзу.
5 декабря 2024 года Италия и Молдова подписали Соглашение о сотрудничестве в области обороны.

## Дипломатические представительства
- Италия имеет посольство в Кишинёве[6].
- Молдова содержит посольство в Риме[7].